# Gasherbrum III
Il Gasherbrum III (7.952 m s.l.m.) è una montagna del massiccio del Gasherbrum situato nella catena montuosa del Baltoro Muztagh, una subcatena del Karakoram, localizzata al confine tra Cina e Pakistan, nella regione del Gilgit-Baltistán.
Ha un'altezza di 7.952 metri sul livello del mare, che a pari merito col Gyachung Kang la rende la quindicesima cima del mondo. Fu una spedizione polacca a raggiungerne per la prima volta la cima nel 1975, composta da Wanda Rutkiewicz, Alison Chadwick-Onyszkiewicz, Janusz Onyszkiewicz e Krzysztof Zdzitowiecki.